# كنيسة الوالون

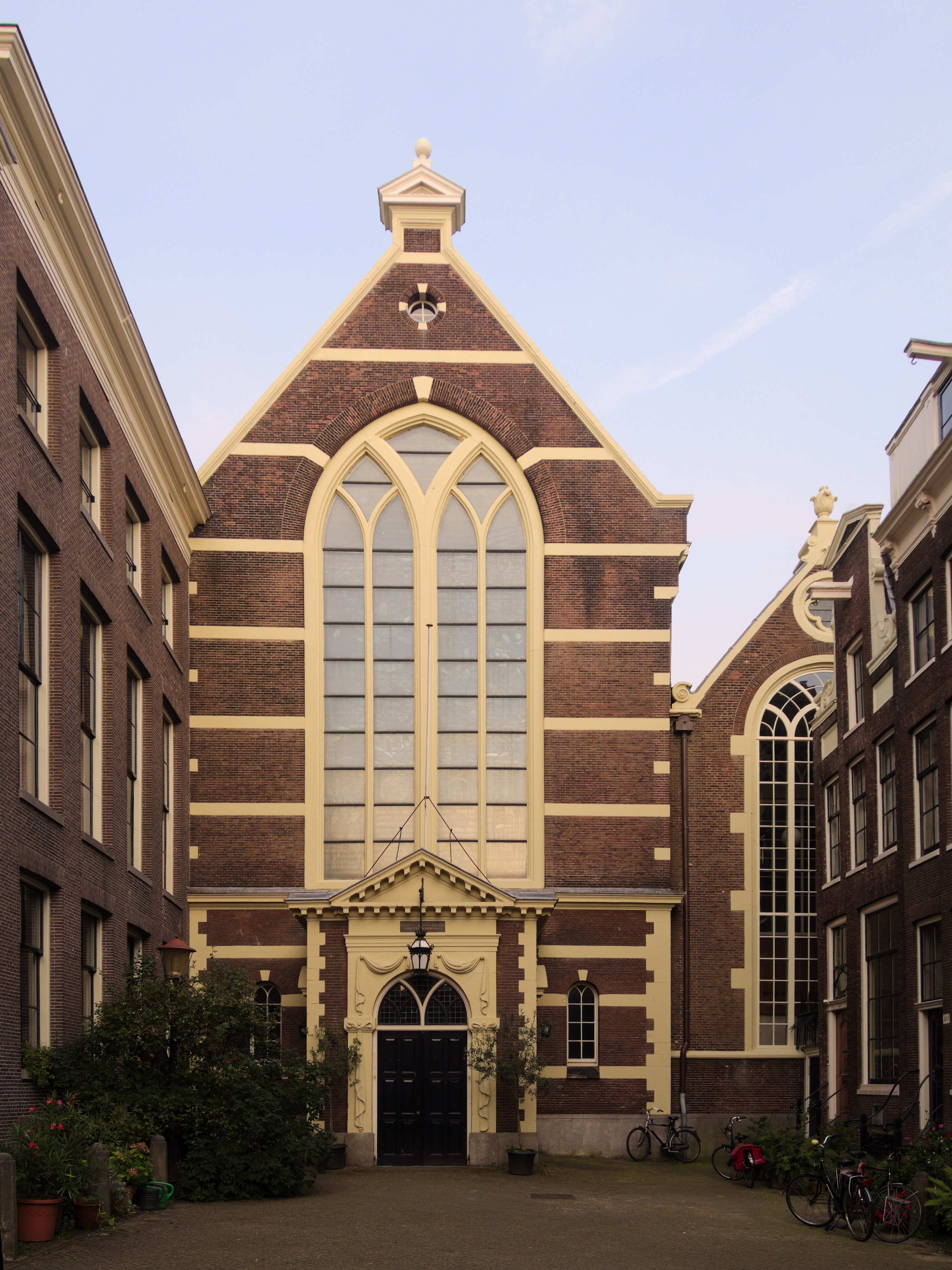
كنيسة الوالون في أمستردام.

كنيسة الوالون (بالفرنسيّة: Église Wallonne؛ بالهولنديّة:Waalse kerk) مصطلح يصف أتباع الكنيسة الكالفينية في هولندا ومستعمراتها السابقة، والذين يعود أصولهم في الأصل إلى الأراضي المنخفضة الجنوبية وفرنسا وحيث لغتهم الأم هي الفرنسية.
ينتمي أعضاء هذه الكنائس إلى الكنيسة المصلحة الوالونية (بالفرنسيّة: Réformé wallon؛ بالهولنديّة: Waals Hervormd)، وهي طائفة متميزة عن الكنيسة المصلحة الهولندية الناطقة بالهولنديّة.